# Slowenisches Museum für Moderne Kunst

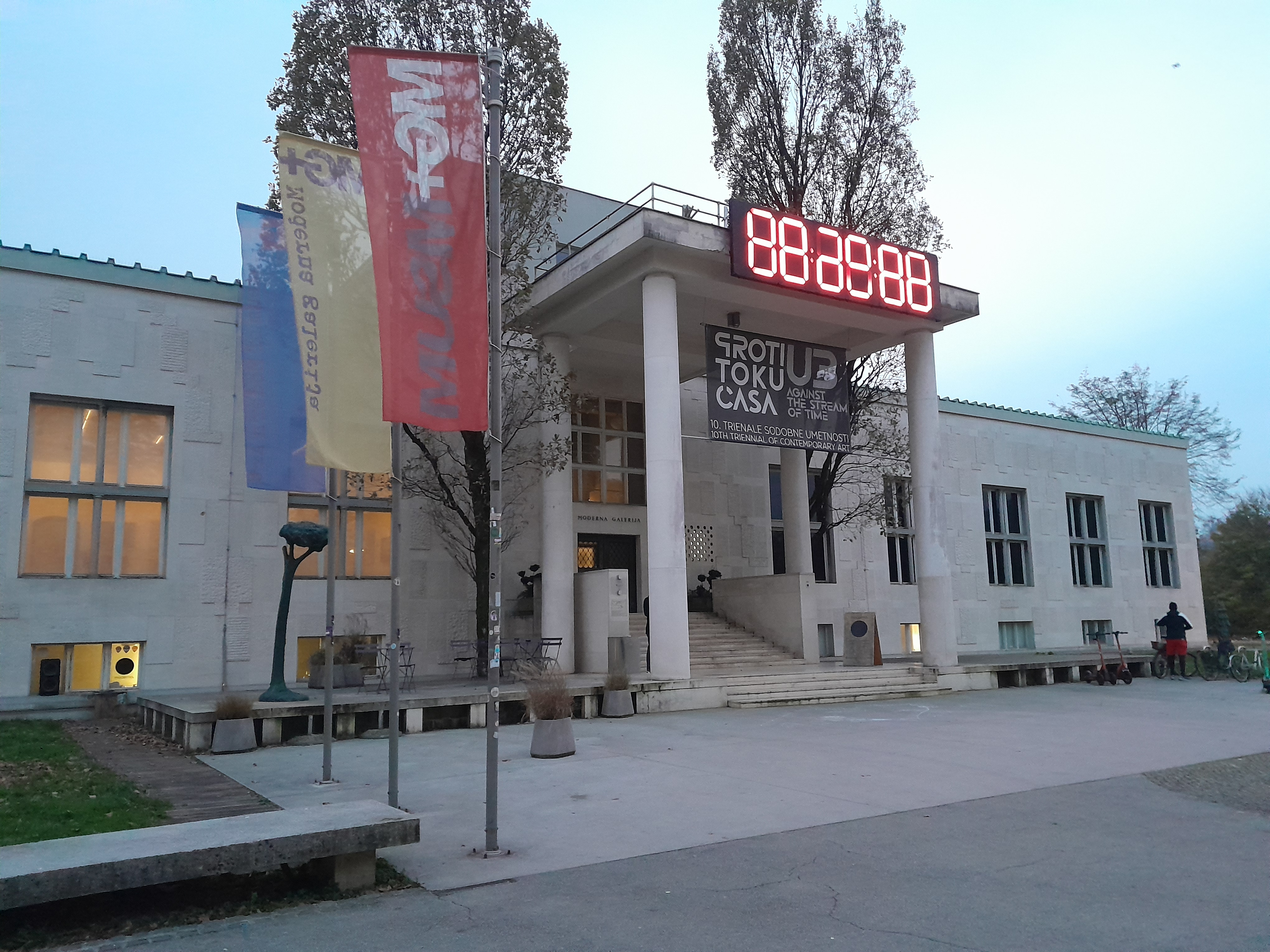
Moderna Galerija, Ljubljana

Das Slowenische Museum für Moderne Kunst in Ljubljana (slowenisch: Moderna Galerija MG) ist das slowenische Nationalmuseum für moderne Kunst. Es liegt im Laibacher Stadtbezirk Center an der Cankarjeva cesta, direkt am westlichen Rand des Tivoli-Parks.
Das Gebäude wurde vom Architekten Edvard Ravnikar entworfen und 1948 fertiggestellt.
Die Moderne Galerie verwahrt reiche Sammlungen von Werken slowenischer bildender Künstler des 20. Jahrhunderts. Seit 2011 werden Werke der Gegenwartskunst an einem weiteren Standort präsentiert und erforscht, dem Museum für Gegenwartskunst Metelkova (Muzej sodobne umetnosti Metelkova MSUM).

## Gebäude der Moderna Galerija
Die Moderna Galerija ist das ein Frühwerk des Architekten Edvard Ravnikar, das teilweise noch den klassizistischen Prinzipien seines Lehrers Jože Plečnik folgt: Das Gebäude ist axialsymmetrisch und hat einen erhöhten Mittelbau, der den bis zur Renovierung betonten Hauptausstellungssaal beherbergt. Weitere Säle unterschiedlicher Größe befinden sich in den beiden Seitenflügeln. Der Haupteingang, der sich im Hochparterre befindet, wird durch eine breite Eingangstreppe hervorgehoben, die mit einem monumentalen Baldachin bedeckt ist. Ähnlich wie bei der Slowenischen National- und Universitätsbibliothek ist die Fassade mit unterschiedlich behandelten Steinplatten verkleidet. Die in die Fassadenebene eingelassenen Fenster sind mit Kunststein eingefasst. Die Steinsäulen, die die Fensteröffnungen in der Mitte unterteilen, betonen zusätzlich die Anmutung von Monumentalität.

## Sammlungen
Moderna galerija beherbergt die nationale Sammlung slowenischer Kunst des 20. Jahrhunderts (Gemälde, Skulpturen, Drucke und Zeichnungen sowie Sammlungen von Fotografien, Videos und elektronischen Medien) und eine Sammlung von Werken aus dem ehemaligen Jugoslawien. 
Die Nationalsammlung präsentiert die grundlegenden Etappen in der Entwicklung der slowenischen Tradition moderner und zeitgenössischer Kunst seit Beginn des 20. Jahrhunderts. Moderna galerija betrachtet ihre Sammlungen nicht als streng getrennte Bereiche. Das Museum verbindet und kombiniert sie vielmehr auf dynamische Weise.

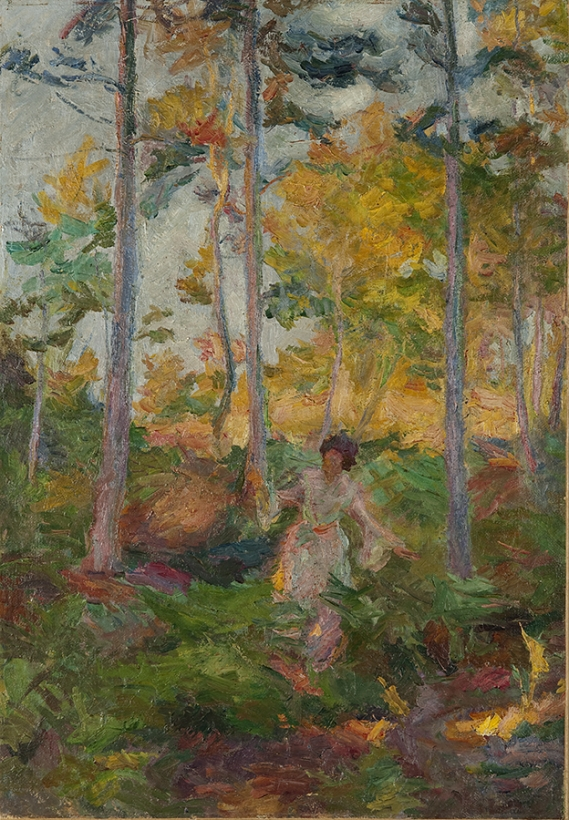
Rihard Jakopič:Während der Kämpfe (etwa 1905)
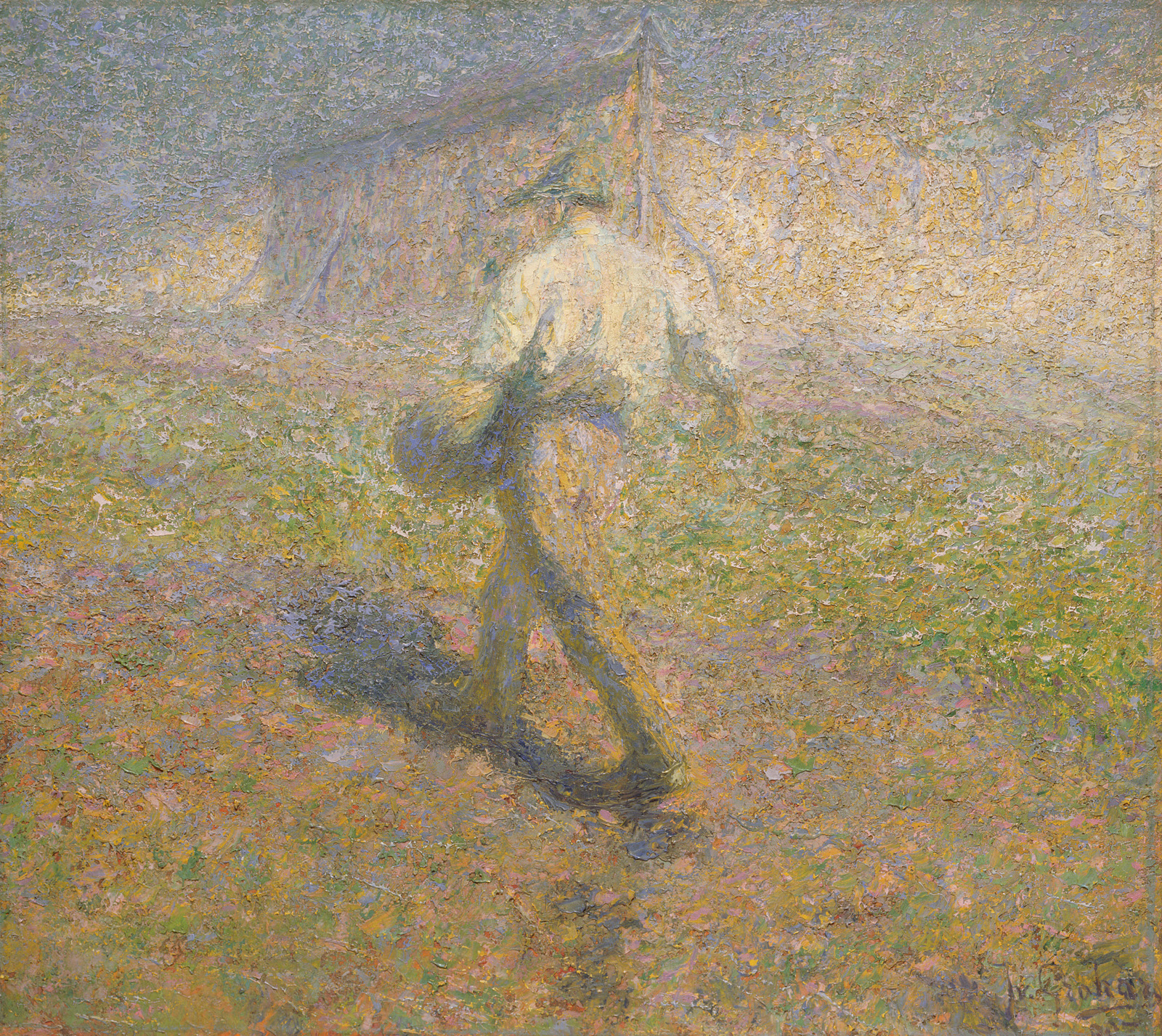
Ivan Grohar: Der Sämann (1907)
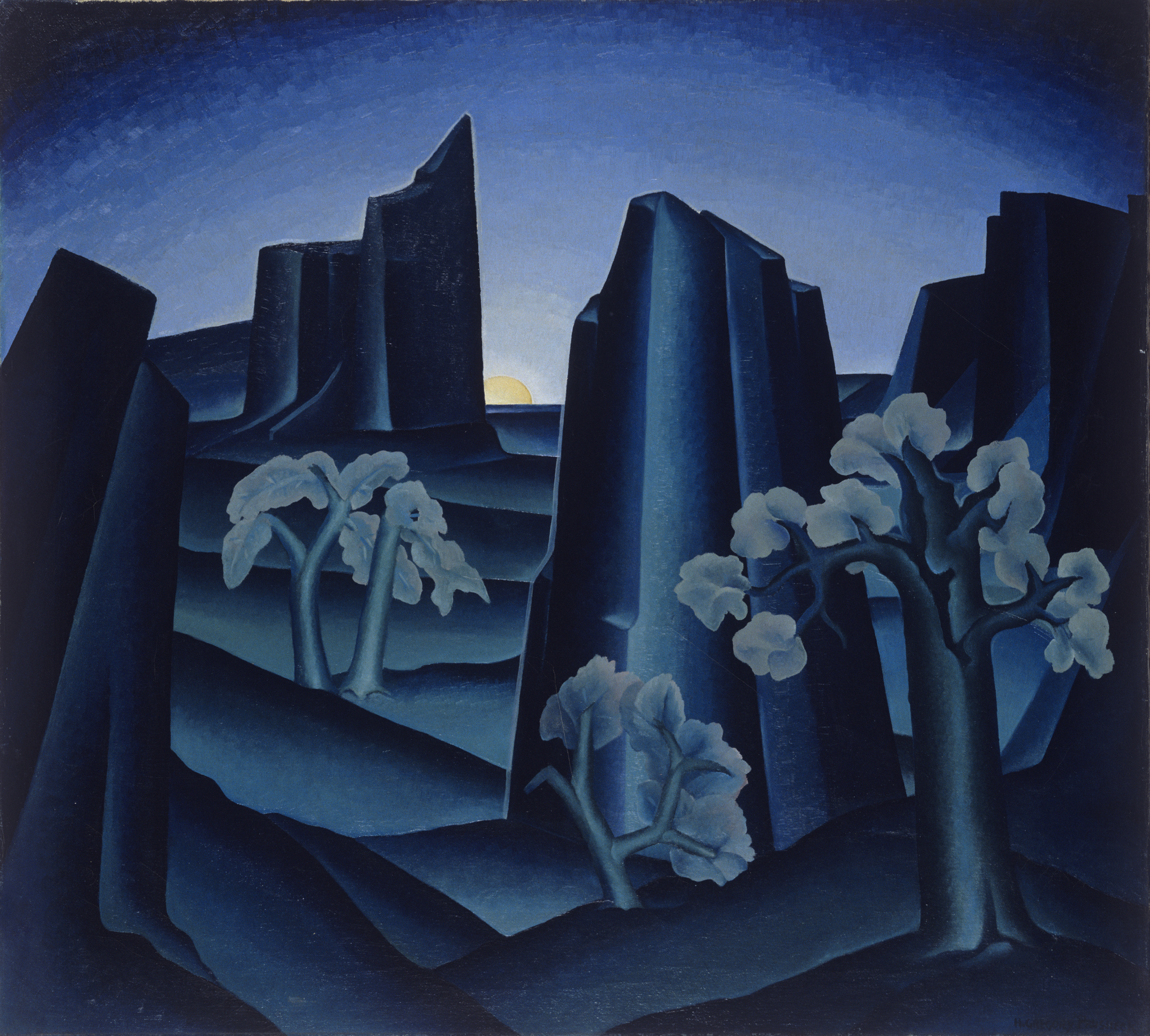
Gregor Perušek: Symphonie des amerikanischen Westens (1926/27)